# Абрахамсон, Джеймс Алан
Джеймс Алан Абрахамсон (англ. James Alan Abrahamson; род. 19 мая 1933) — американский военный и бизнесмен, астронавт (не совершал космических полётов).

## Биография
Джеймс Алан Абрахамсон родился в 1933 году в Уиллистоне (штат Северная Дакота). В 1955 году он получил степень бакалавра наук в области аэронавтики в Массачусетском технологическом институте, в ноябре того же года поступил на программу подготовки офицеров резерва, в мае 1957 года завершил на авиабазе Лафлин тренировку в качестве пилота, а в 1958 году прошёл курсы подготовки командира эскадрильи. В 1961 он получил степень магистра в области аэронавтики в Оклахомском университете, и с августа 1961 года стал офицером проекта Vela, проходил службу на Лос-Анджелесской базе ВВС. В 1964—1965 годах он служил в 428-й эскадрилье тактических истребителей на авиабазе Кэннон, и в это время провёл два цикла в Юго-Восточной Азии, где совершил 49 боевых вылетов. В июле 1966 года он с отличием закончил Командно-штабной колледж ВВС США, после чего поступил в Школу лётчиков-испытателей на авиабазе Эдвардс. В августе 1967 года он стал астронавтом программы пилотируемой орбитальной лаборатории, и был им до прекращения программы в 1969 году.
После этого Абрахамсон вошёл в состав Совета по аэронавтике и космосу при Администрации Президента США. В марте 1971 года он стал менеджером программы работ по ракетам AGM-65 Maverick, а в 1973, окончив Индустриальный колледж Вооружённых сил, возглавил 4590-й испытательный авиаполк.
В марте 1974 года Абрахамсон стал генерал-инспектором Командования военно-воздушных систем ВВС США, с мая 1976 по июль 1980 возглавлял Многонациональную программу подготовки пилотов-истребителей F-16. После этого он стал заместителем начальника штаба Командования военно-воздушных систем ВВС США.
В ноябре 1981 года Абрахамсон стал заместителем администратора программы «Спейс шаттл». 21 июля 1982 года он был произведён в генерал-лейтенанты. В апреле 1984 года он стал первым директором организации «Стратегическая оборонная инициатива».
1 марта 1989 года Джеймс Абрахамсон вышел в отставку. С октября 1989 по апрель 1992 он был исполнительным вице-президентом по корпоративному развитию компании Hughes Aircraft, с апреля по сентябрь 1992 года был президентом транспортного сектора компании. С 1992 по 1995 годы Джеймс Абрахамсон был председателем совета директоров корпорации Oracle. В 1998 году он стал директором компании ORBIMAGE и трансформировал её в GeoEye — крупнейший в мире поставщик информации по дистанционному зондированию Земли.